# ジョージ・カレブ・ビンガム
ジョージ・カレブ・ビンガム（George Caleb Bingham、1811年3月20日 - 1879年7月7日）はアメリカ合衆国の画家である。

## 略歴
バージニア州のオーガスタ郡の農家に生まれた。その後ミズーリ州に家族と移った。独学で絵を学び、9歳の時にミズーリを訪れた、肖像画家のチェスター・ハーディング（Chester Harding）によって才能を認められた。1823年に父親が没した後、母親の作った女子学校を手伝った後、家具職人の見習いとなった。
19歳になった1830年頃には1点$ 20で肖像画を描いて、収入を得るようになり、1838年からセントルイスで働き、肖像画家として成功し、有力者と知り合いになった。本格的な美術教育をうけるために、数ヶ月フィラデルフィアやニューヨークのナショナル・アカデミー・オブ・デザインで学んだ。
1848年に民主党員としてミズーリ州の州議会に当選し、政治家として働いた。政治活動を描いた作品もある。
1856年からヨーロッパに渡り、パリに数ヶ月滞在し、ルーブル美術館で念願であった巨匠の作品を学んだ。その後ドイツに滞在し、デュッセルドルフ美術アカデミーで1859年まで授業に参加した。同じ時期にアメリカで有名な歴史画家となるエマヌエル・ロイツェ(1816-1868) がデュッセルドルフで活動していて、2人は友人となった。
アメリカに戻った後、肖像画家として働き、南北戦争中はミズーリ州の財務長官などを務めた。ミズーリ大学コロンビア校で美術を教えた。
没後、画家としては忘れられた存在となっていたが、1930年代になって、19世紀後半のアメリカ美術における「ルミニズム」の画家の一人として再評価された。「ミズーリ河を下る毛皮商人」(1845)が代表作とされる。

## 作品

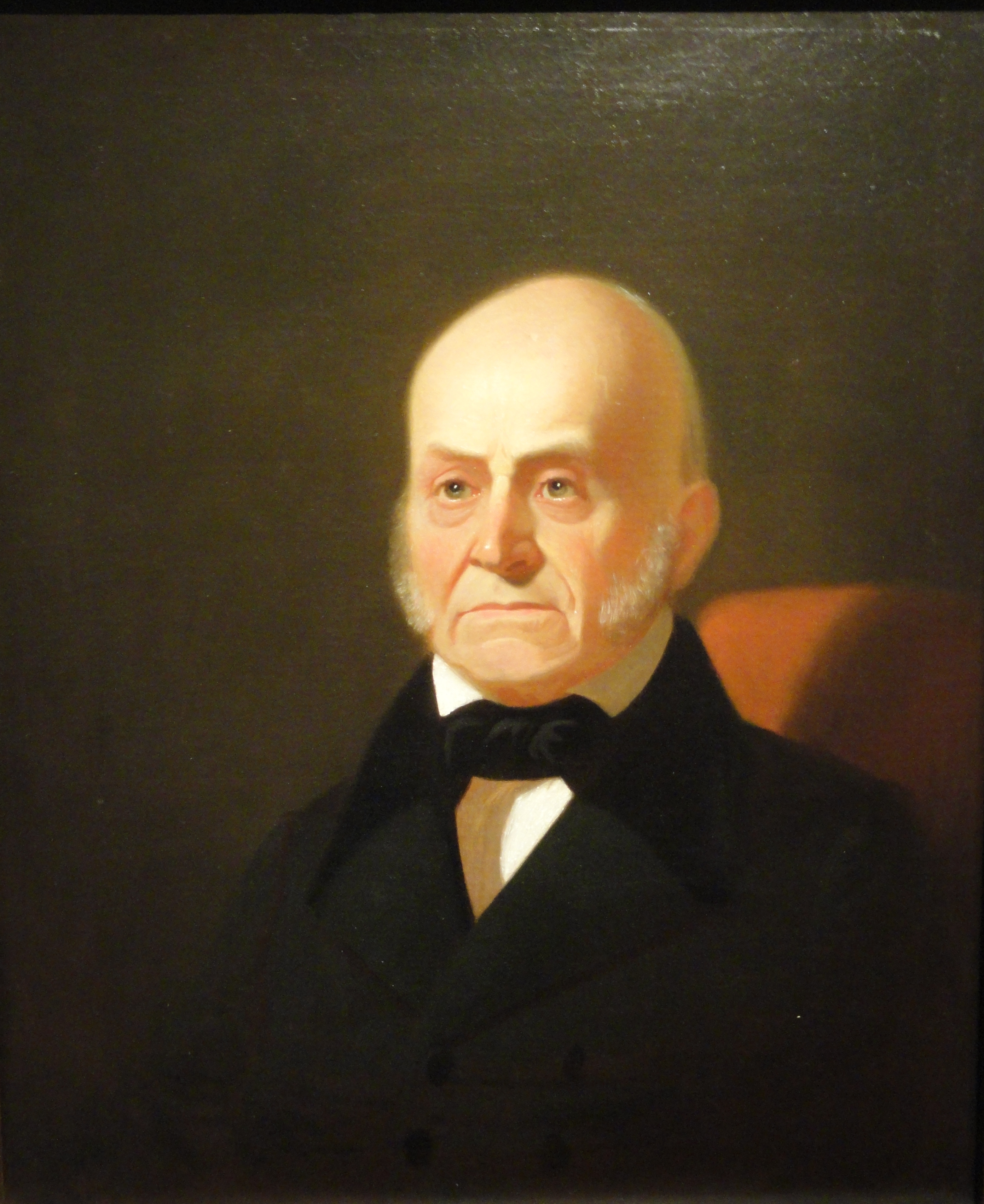
ジョン・クィンシー・アダムズの肖像
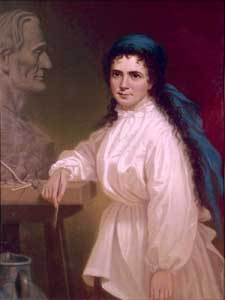
Vinnie Ream(彫刻家)の肖像(1876)
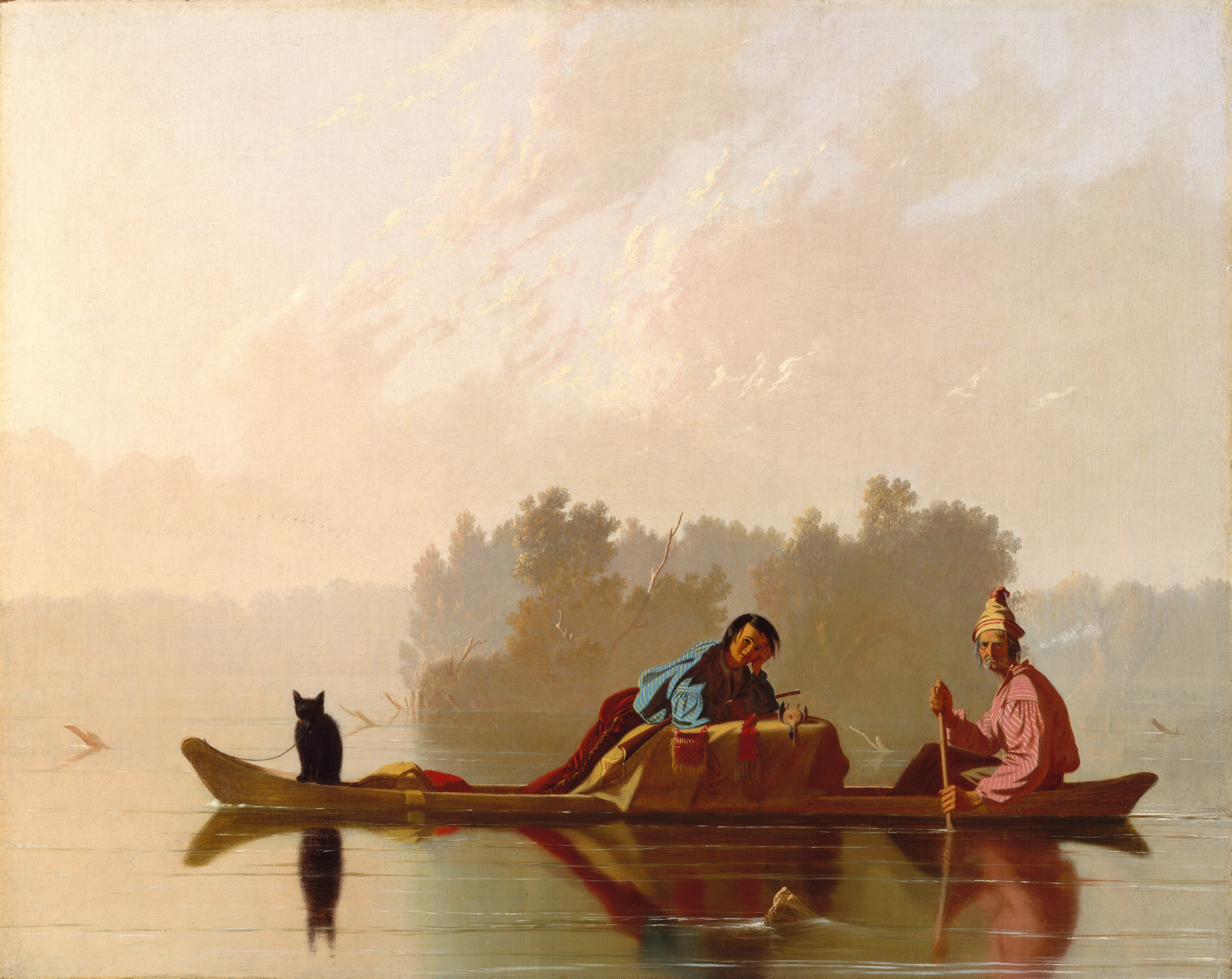
「ミズーリ河を下る毛皮商人」(1845)

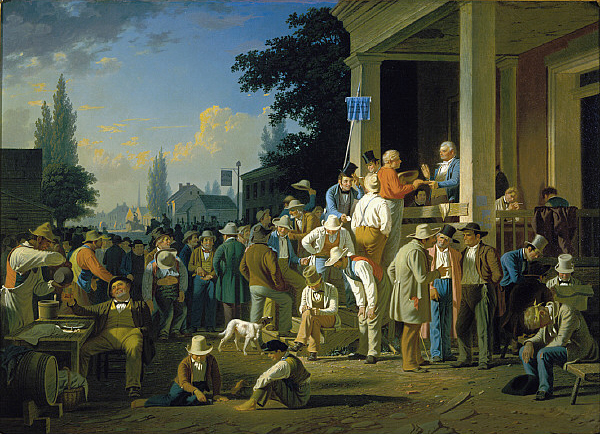
「村の選挙」(1852)
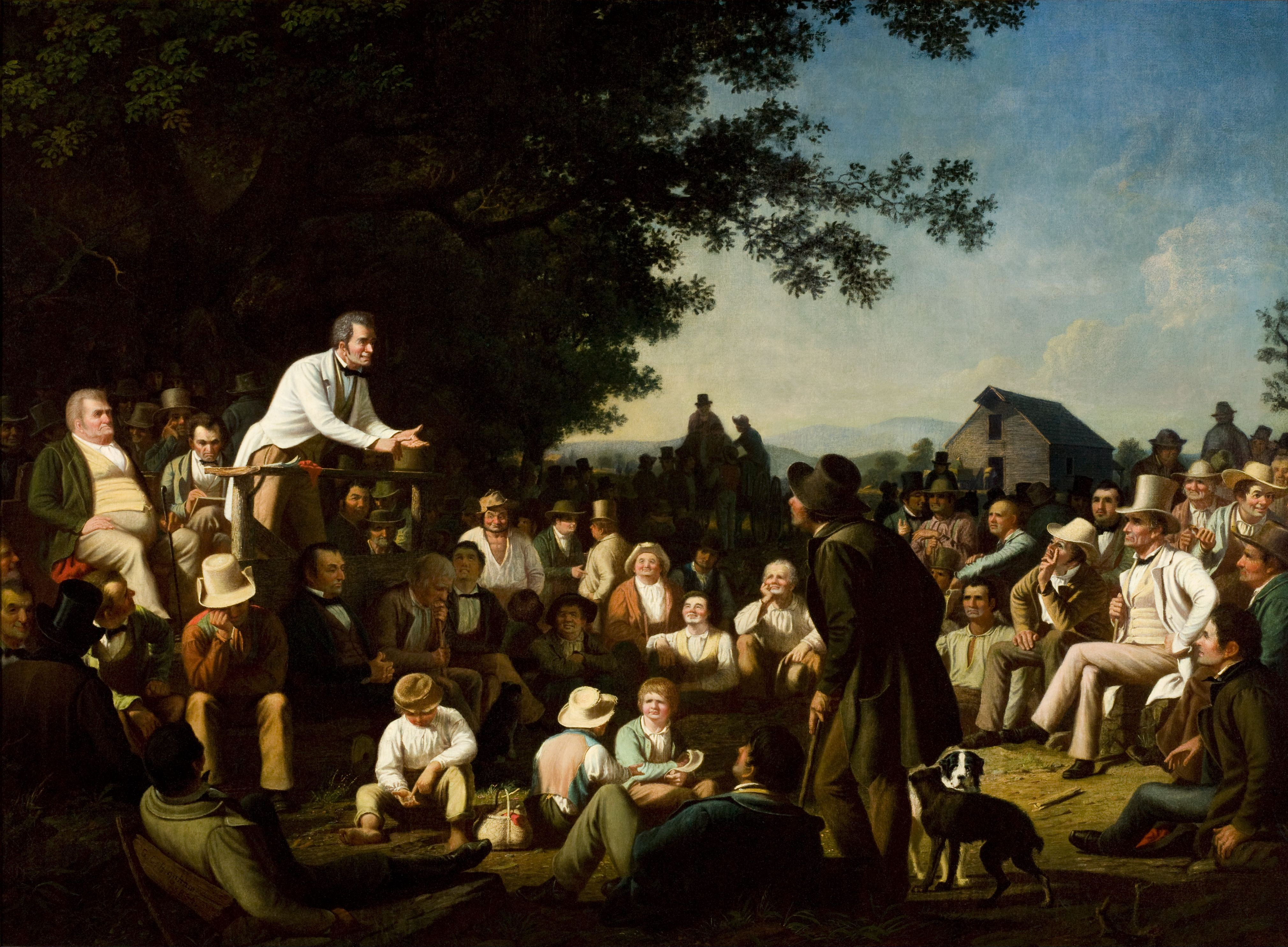
Stump Speaking
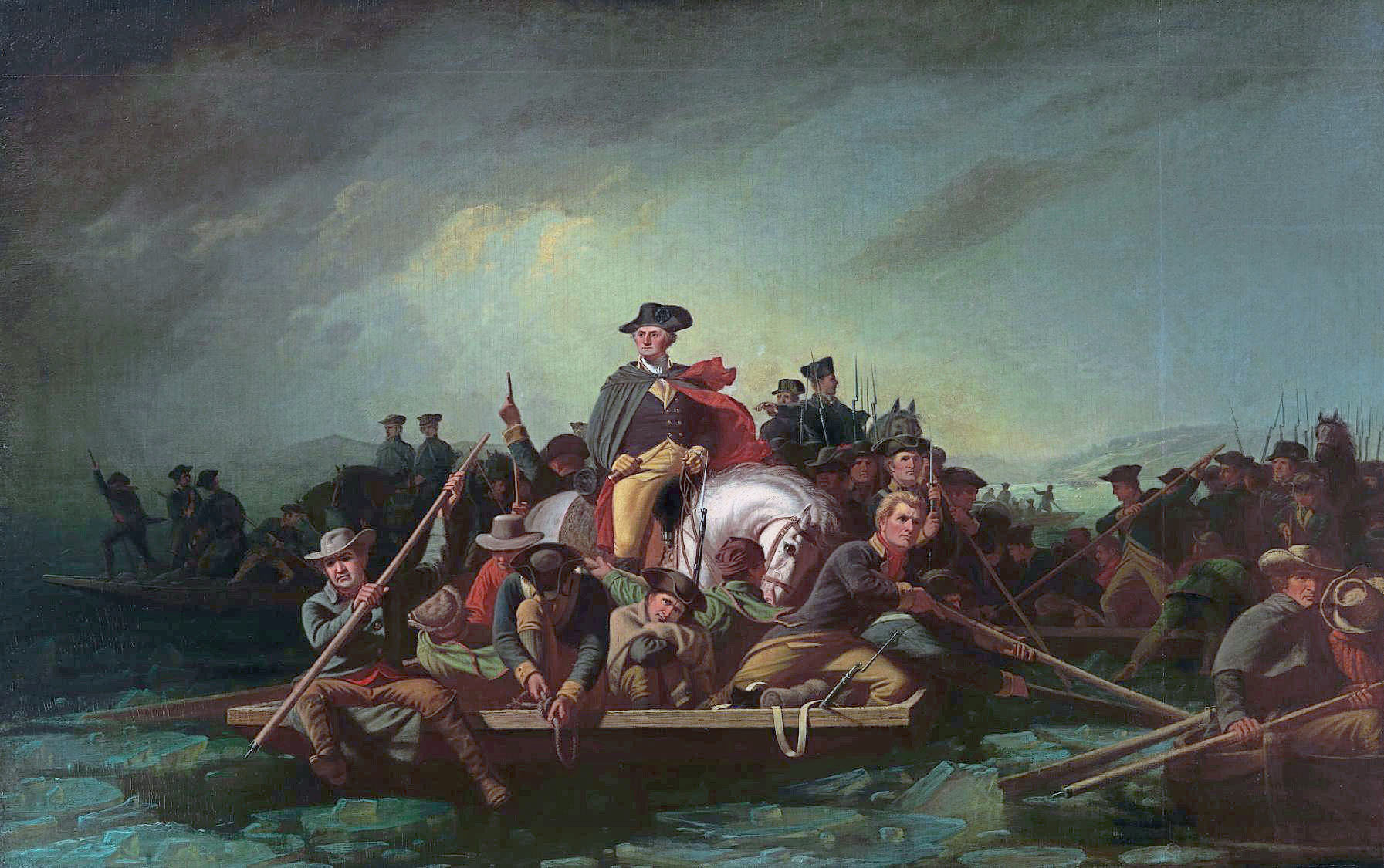
「デラウエア川を渡るワシントン」